# Aderus hieroglyphicus
Aderus hieroglyphicus es una especie de coleóptero de la familia Aderidae. Fue descrita científicamente por Maurice Pic en 1911.